# De leerling van wie Jezus veel hield
De uitdrukking "de leerling van wie Jezus veel hield" (Grieks: ὁ μαθητὴς ὃν ἠγάπα ὁ Ἰησοῦς, ho mathētēs hon ēgapā ho Iēsous) ook wel Jezus' lievelingsleerling of Jezus' geliefde leerling komt zes keer voor in het Evangelie volgens Johannes, namelijk in 13:23, 19:26, 20:2, 21:7, 21:20 en tot slot in 21:24, waarin staat dat dit evangelie geschreven is door of gebaseerd op het geschreven getuigenis van deze leerling (beide vertaalmogelijkheden zijn juist).
Er is consensus dat de geliefde leerling een historisch persoon was, maar er is geen consensus over zijn identiteit.

## Vermeldingen in Johannes
De leerling van wie Jezus veel hield wordt zes keer genoemd in het evangelie volgens Johannes:
1. Het is de leerling die naast Jezus aan tafel lag bij het laatste avondmaal en aan Jezus vroeg wie hem zou verraden, nadat Petrus hem vroeg dit aan Jezus te vragen (Johannes 13:23-25).
2. Bij de kruisiging zei Jezus tegen zijn moeder Maria: "Dat is uw zoon" en tegen deze leerling: "Dat is je moeder" (Johannes 19:26-27).
3. Toen Maria van Magdala het lege graf ontdekte, rende ze naar deze leerling en Petrus om dit te vertellen. De twee mannen renden naar het lege graf en de geliefde leerling was er het eerst. Petrus ging het graf echter als eerste binnen (Johannes 20:1-10).
4. In Johannes 21 is deze leerling een van zeven vissers die was betrokken bij de wonderbaarlijke visvangst van 153 vissen (Johannes 21:1-25).
5. In dit hoofdstuk vertelde Jezus ook aan Petrus hoe hij zou sterven. Petrus zag de geliefde leerling en vroeg: "En wat gebeurt er met hem, Heer?" Jezus antwoordde: "Het is niet jouw zaak of hij in leven blijft tot ik kom" (Johannes 21:20-23).
6. Aan het eind van dit hoofdstuk staat dat het boek zelf is gebaseerd op het geschreven getuigenis van de leerling van wie Jezus veel hield (Johannes 21:24).

Mogelijk sprak Johannes nog twee keer over deze anonieme leerling, namelijk in Johannes 1:35-40 en 18:15-16. De gebruikte uitdrukkingen komen overeen met Johannes 20:2.
De synoptische evangeliën noemen niemand in de parallelle verhalen die zou kunnen worden geïdentificeerd met deze geliefde leerling. Integendeel, zij laten hem in zijn geheel weg. Zo zegt Lucas dat Petrus naar het lege graf rende en noemt geen andere leerling (Lucas 24:12). En geen van de synoptische evangeliën vermeldt dat een van de 12 apostelen aanwezig was toen Jezus aan het kruis hing.

## Identificatie

### Apostel Johannes
Traditioneel werd deze leerling geïdentificeerd als de apostel Johannes, die met de apostelen Petrus en Jakobus de Meerdere een bijzondere relatie met Jezus had (Marcus 5:37; 9:2; 13:3; 14:33; Matteüs 26:37; Lucas 8:51; 9:28). Eusebius van Caesarea (4e eeuw) citeerde in zijn Ekklèsiastikè Historia ("Kerkgeschiedenis") een brief die werd toegeschreven aan de bisschop Polycrates (±135-196):
Johannes, die zowel getuige als leraar was, "die aanlag aan de boezem van de Heer", en als priester het priesterlijke petalon droeg. Hij sliep in Efeze in.
Als Johannes 21:24 zo wordt geïnterpreteerd dat dit vers deze leerling als auteur aanwijst, zou de apostel Johannes gelijk zijn aan Johannes de Evangelist. Wetenschappers hebben het auteurschap van de Johannes-literatuur (het evangelie, drie brieven en de Openbaring van Johannes) betwijfeld sinds op zijn laatst de 3e eeuw, maar vooral sinds de Verlichting. Moderne onderzoekers verwerpen het idee dat de apostel Johannes de auteur was, maar niet unaniem.

### Symbolisch
Andere interpretaties zagen in deze leerling een andere apostel of een symbolische, door de evangelist bedachte figuur, die historisch niet te identificeren was. De uitdrukking "geliefde leerling" kan ook als een prototype van een leerling van Jezus worden gezien: hij is de persoon die in een persoonlijke vriendschap met hem leeft en zich onvoorwaardelijk door Jezus geliefd weet. In die zin kan iedereen een leerling worden van wie Jezus veel houdt.

### Lazarus
De leerling van wie Jezus veel hield is ook geïdentificeerd met Lazarus van Bethanië, gebaseerd op Johannes 11:5: "Jezus hield veel van Marta en haar zus, en van Lazarus" en Johannes 11:3: "De zussen stuurden iemand naar Jezus met de boodschap: ‘Heer, uw vriend is ziek.’"
Volgens Ben Witherington III is ook het feit relevant dat het personage van de leerling van wie Jezus veel hield niet wordt genoemd vóór de opwekking van Lazarus (Lazarus wordt opgewekt in Johannes 11, terwijl de leerling van wie Jezus veel hield voor het eerst wordt genoemd in Johannes 13).
Frederick Baltz beweert dat de identificatie met Lazarus, de aanwijzingen dat de leerling van wie Jezus veel hield een priester was en de oude Johannes-traditie allemaal correct zijn. Baltz zegt dat het huis van Boëthus, bekend uit Josephus en de rabbijnse literatuur, dezelfde familie is in Johannes 11: Lazarus, Martha en Maria van Bethanië. Volgens Johannes 11:5 is dit een geliefd gezin. De historische Lazarus was Eleazar, de zoon van Boëthus, die ooit de hogepriester van de Israëlieten was, en uit een clan kwam die verschillende hogepriesters voortbracht. De traditioneel toegeschreven auteur van het evangelie, Johannes, was geen lid van de twaalf, maar de zoon van Martha (Soeka 52b). Hij komt nauw overeen met de beschrijving die bisschop Polycrates in zijn brief gaf, een offerende priester die het petalon droeg (dat wil zeggen het embleem van de hogepriester). Deze Johannes "de Oudere" was een volgeling van Jezus, waarnaar Papias van Hierapolis verwijst, en een ooggetuige van zijn bediening. Hij had de juiste leeftijd om tot de tijd van Trajanus te hebben geleefd (volgens Ireneüs). Baltz zegt dat Johannes waarschijnlijk de leerling is "ον ηγαπα ο Ιησους" (o.a. Johannes 13:23), en Eleazar is de leerling "ον εφιλει ο Ιησους" (Johannes 20:2) in het evangelie.
Ook Rudolf Steiner zag in deze leerling de opgestane Lazarus, net als Reinhard Nordsieck.

### Anderen
David Catchpole suggereerde dat Natanaël deze leerling zou kunnen zijn. Klaus Berger identificeert de leerling met de apostel Andreas. De Rooms-Katholieke theoloog Walter Simonis vermoedde dat deze leerling de evangelist Marcus was.
Nieuwtestamenticus Richard Bauckman volgt de interpretaties van Papias, Ireneüs en Polycrates van Efeze en identificeert deze leerling met Johannes de Presbyter uit Efeze, die volgens Polycrates een joodse hogepriester was, waarmee historisch een zoon of neef van de hogepriester Annas zou kunnen worden bedoeld.

## Redenen de naam niet te noemen
Theorieën over de identiteit worden meestal begeleid door een poging te verklaren waarom er überhaupt een anonieme uitdrukking wordt gebruikt, in plaats van een naam. Er zijn talloze suggesties gedaan.
De traditionele verklaring is dat de auteur anoniem wilde blijven uit bescheidenheid. Een andere verklaring is dat anonimiteit noodzakelijk was om politieke redenen of om veilig te blijven, bijvoorbeeld in verband met de dreiging van vervolging. Misschien was de auteur bang in verlegenheid te worden gebracht door publicatie van het evangelie, omdat hij een hooggeplaatst persoon was in Jeruzalem, die verborgen hield dat hij aanhanger van het christendom was. Of misschien leefde de auteur het teruggetrokken leven van ascese, misschien een van de vele niet bij name genoemde leerlingen in de evangeliën, die uit nederigheid of vanwege ascetische geloftes hun identiteit verborgen hielden of hun getuigenis pseudepigrafisch gaven onder de naam van hun spirituele meester.
Martin L. Smith, lid van de Society of St. John the Evangelist, schreef dat de auteur van het Johannes-evangelie de identiteit van de geliefde leerling opzettelijk kan hebben verhuld zodat de lezers van het evangelie zich makkelijker zouden kunnen identificeren met de relatie die de leerling had met Jezus.

## In gnostische teksten
In een aantal gnostische teksten wordt Maria Magdalena als de meest begaafde leerling van Jezus beschreven, die de woorden van Jezus sneller en beter begrijpt dan de anderen. In de Pistis Sophia moedigt Jezus haar dan ook vaak aan te spreken: "Maria, gij begenadigde, die Ik in alle mysteriën des Hemels zal inwijden, spreek openlijk, gij wier verstand meer dan dat van al uw broeders gericht is op het Koninkrijk der Hemelen".
In het Evangelie naar Filippus staat onder meer 
Christus hield meer van Maria dan van alle andere leerlingen. Hij kuste haar dikwijls op haar [mond?]. De andere [leerlingen ...] en zeiden tegen hem: ‘Waarom houdt u meer van haar dan van ons allemaal?’ De Verlosser antwoordde hen met de woorden: ‘Waarom houd ik niet van jullie zoals van haar?’
In het Evangelie van Maria Magdalena zegt de apostel Matteüs, die hier Levi wordt genoemd, in een discussie met Petrusː "Als de Verlosser haar waardig gekeurd heeft, wie ben jij dan wel om haar af te keuren. Vast staat dat de Verlosser haar goed kende en daarom meer van haar hield dan van ons".